# آنتونیو کراستف
آنتونیو کراستف (انگلیسی: Antonio Krastev; ۱۰ اکتبر ۱۹۶۱ – ۹ ژوئیهٔ ۲۰۲۰) وزنه‌بردار اهل بلغارستان بود.